# Nanchuan
För andra betydelser, se Nanchuan (olika betydelser).
Nanchuan (kinesiska: 南川区, 南川), tidigare stavat Nanchwan, är ett yttre stadsdistrikt i storstadsområdet Chongqing i sydvästra Kina. 

## Administrativ indelning
Distriktet är indelat i tre stadsdelsdistrikt, 29 köpingar och två socknar.
Stadsdelsdistrikt (jiedao):

- Dongcheng (东城街道)
- Nancheng (南城街道)
- Xicheng (西城街道)

Köpingar (zhen):

- Baisha (白沙镇)
- Daguan (大观镇)
- Dayou (大有镇)
- Delong (德隆镇)
- Fushou (福寿镇)
- Guhua (古花镇)
- Hetu (河图镇)
- Hexi (合溪镇)
- Jinshan (金山镇)
- Lengshuiguan (冷水关镇)
- Lixianghu (黎香湖镇)
- Mingyu (鸣玉镇)
- Minzhu (民主镇)
- Muliang (木凉镇)
- Nanping (南平镇)
- Nanzhushan (楠竹山镇)
- Qianfeng (乾丰镇 )
- Qilong (骑龙镇)
- Qingyuan (庆元镇)
- Sanquan (三泉镇)
- Shanwangping (山王坪镇)
- Shentong (神童镇)
- Shilian (石莲镇)
- Shiqiang (石墙镇)
- Shixi (石溪镇)
- Shuijiang (水江镇)
- Taipingchang (太平场镇)
- Toudu (头渡镇)
- Xinglong (兴隆镇)

Socknar (xiang):

- Fengyan (峰岩乡)
- Zhongqiao (中桥乡)